# Eric Griffin (Musiker)

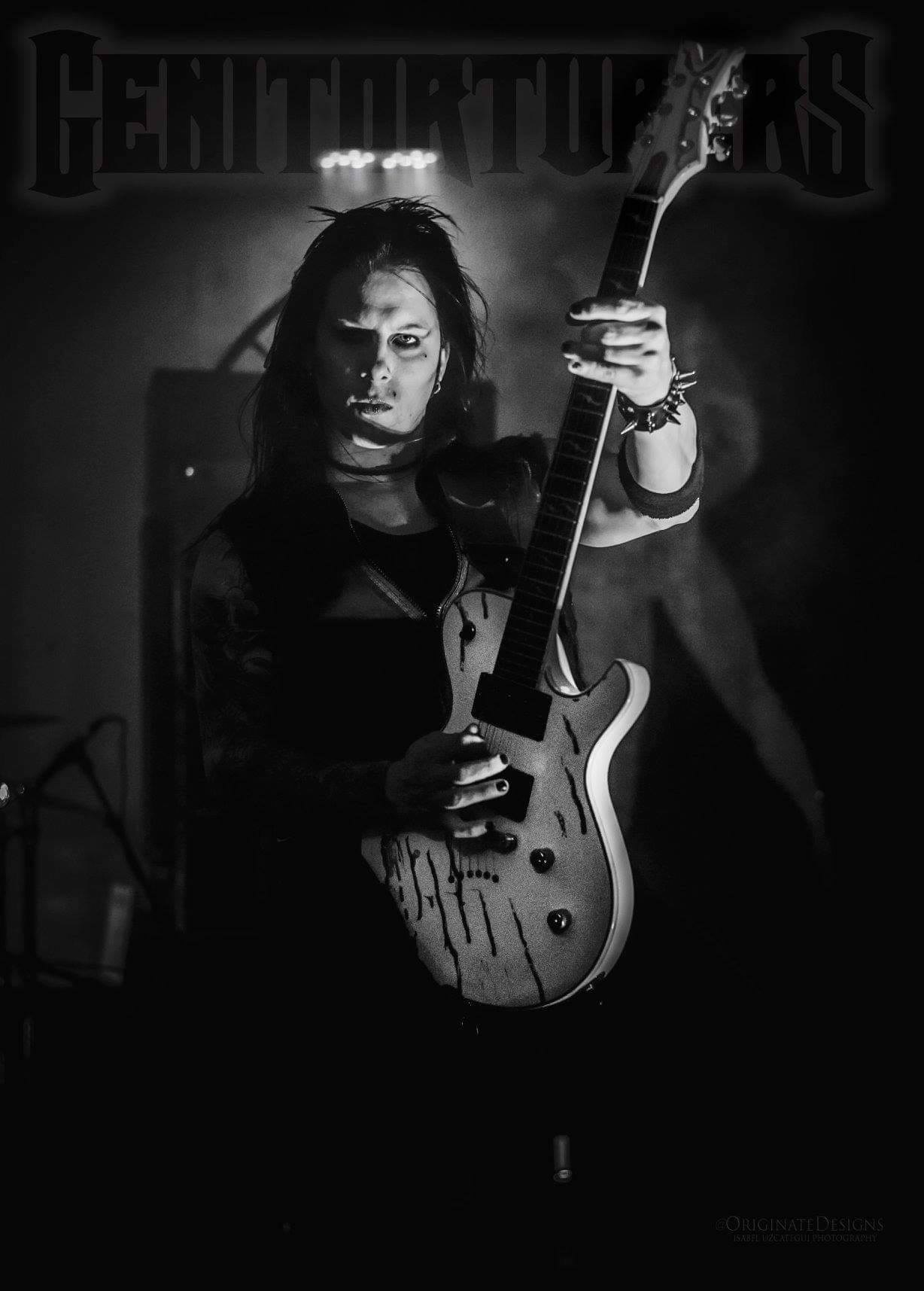
Eric Griffin

Eric Michael Griffin (* 28. Dezember 1976 in Boston, Massachusetts) ist ein US-amerikanischer Gitarrist und Bassist, unter anderem bekannt als Mitglied der Horrorpunk-Band Murderdolls.
Er begann mit zwölf Jahren E-Gitarre zu spielen, kaum ein halbes Jahr später widmete er sich dem Bass. Griffin spielte für verschiedene Bands rund um und in Boston. In den 90er Jahren wurde er musikalisch von Nine Inch Nails und Marilyn Manson beeinflusst.
Später zog er nach Kalifornien, wo er Bassist der Band Synical war. Wenig später zog auch sein bester Freund, Ben Graves, nach Kalifornien und spielte in derselben Band Schlagzeug. Kurz darauf wurden sowohl Griffin als auch Graves Mitglieder der Murderdolls, angeblich nur, weil Griffin Nikki Sixx ähnlich sehe und Graves cool.
Später berichtigte Joey Jordison, der diese Begründung gegeben hat, dass diese Aussage nicht allzu ernst genommen werden sollte und Griffin und Graves vor allem talentierte Musiker sind.
Er arbeitete schon mit anderen Musikern zusammen, zum Beispiel Ajax Garcia und Jesse Mendez in der neu-berühmten Band The Napoleon Blownaparts (auch The Blownaparts). Griffin spielte mit verschiedenen Bands Live, u. a.:
- New Rising Son
- Faster Pussycat
- Happenin’ Harry
- Roxy Saint
- The Napoleon Blownaparts
- Wednesday 13

Weitere, feste Projekte mit „New Rising Son“, „Spyder Baby“ und „The Blownaparts“ liegen noch in ferner Zukunft.
Seine größten Helden und Idole sind Randy Rhoads, Gene Simmons, Nikki Sixx, Twiggy Ramirez und Robin Finck.

## Instrumente
- B.C. Rich Warlocks, Mockingbirds (E-Bass und Gitarre)
- Gibson Les Paul (Gitarre)

## Musikvideos
Eric Griffin hatte kurze Gastauftritte in folgenden Musikvideos:
- Alien Ant Farm – Movies
- Static-X – Cold
- Goo Goo Dolls – Broadway
- Deftones – Back to School

In den drei erschienenen Murderdolls-Videos „Dead in Hollywood“, „Love at First Fright“ und „White Wedding“ und in dem Wednesday-13-Video „My Home Sweet Homicide“ war er ebenfalls zu sehen.